# Nils Reinhardt
Nils Reinhardt (* 20. Jahrhundert) ist ein deutscher Medienwirt und Ausführender Filmproduzent beim Südwestrundfunk.

## Leben und Wirken
Reinhardt arbeitete während seiner Schulzeit als Kabelträger, nach seinem Abschluss begann er 2002 das Studium der Medienwissenschaften an der Fachhochschule Wiesbaden mit einem Auslandssemester 2005/2006 an der École Supérieure d’Audiovisuel in Toulouse. Nach einem berufspraktischem Semester bei Maran Film, ein Produktionsunternehmen, das unter anderem an der Produktion einzelner Tatortfolgen beteiligt war, schloss er das Studium als Diplom Medienwirt 2006 ab. Im gleichen Jahr begann er eine Tätigkeit als Junior Producer bei Marana Film und war der Produktion von verschiedenen Tatortfolgen sowie Fernsehfilmen wie Mama arbeitet wieder beteiligt. Im Jahr Juli 2015 wechselte er zum Südwestrundfunk. Seit 2012 produzierte in der Funktion als Ausführender Produzent Folgen des Tatorts Ludwigshafen, Tatorts Stuttgart und Tatorts Konstanz erst für Maran Film, später für den Südwestrundfunk.

## Filmografie (Auswahl)
- 2007: Die Entführung
- 2008: Bloch (Fernsehreihe, Folge: Vergeben, nicht vergessen)
- 2009: Die Nonne und der Kommissar – Todesengel
- 2009: Tatort (Fernsehreihe, drei Folgen, u. a. Seenot)
- 2010: Tatort (Fernsehreihe, vier Folgen, u. a. Tödliche Tarnung)
- 2010: Sechs Tage Angst
- 2011: Tatort (Fernsehreihe, drei Folgen, u. a. Das Schwarze Haus)
- 2012: Die Nonne und der Kommissar – Verflucht
- 2012: Tatort (Fernsehreihe, zwei Folgen, u. a. Scherbenhaufen)
- 2013: Tatort (Fernsehreihe, vier Folgen, u. a. Happy Birthday, Sarah!)
- 2014: Tatort (Fernsehreihe, vier Folgen, u. a. Eine Frage des Gewissens)
- 2015: Tatort (Fernsehreihe, vier Folgen, u. a. LU)
- 2016: Tatort: Du gehörst mir
- 2017: Tatort (Fernsehreihe, zwei Folgen, u. a. Babbeldasch)
- 2017: Die Firma dankt
- 2018: Tatort (Fernsehreihe, zwei Folgen, u. a. Der Mann, der lügt)
- 2018: Schöne heile Welt
- 2019: Tatort (Fernsehreihe, vier Folgen, u. a. Die Pfalz von oben)
- 2020: Tatort: Du allein
- 2020: Tatort: Unter Wölfen
- 2021: Tatort: Hetzjagd
- 2022: Tatort: Marlon
- 2022: Tatort: Der Mörder in mir
- 2022: Tatort: Das Verhör
- 2023: Tatort: Lenas Tante
- 2023: Tatort: Gold
- 2023: Tatort: Vergebung